# Akabane-Virus
Das Akabane-Virus (englisch Akabane virus, AKAV, auch Akabane cattle virus, Spezies Orthobunyavirus akabaneense, früher Akabane orthobunyavirus, AkObV) ist eine bei Rindern, Ziegen und Schafen vorkommende Spezies (Art) von Viren aus der Familie Peribunyaviridae in der Ordnung Bunyavirales. Die genaue taxonomische Stellung relativ zum Schmallenberg-Virus (SBV), Art
Orthobunyavirus schmallenbergense (früher Sathuperi orthobunyavirus, AkObV) in der gleichen Gattung Orthobunyavirus war lange Zeit umstritten, wurde aber durch das ICTV 2016 geklärt. Ursprünglich wurde AKV als einer von mehreren Subtypen der Spezies geführt. Diese wurden aber vom ICTV 2020 als eigenständige Spezies erklärt. Ähnlich wurde inzwischen auch mit dem Sabo-Virus und dem Yaba-7-Virus verfahren.
AKAV wurde erstmals 1959 in Akabane (Japan) aus Stechmücken der Spezies Aedes vexans und Culex tritaeniorhynchus isoliert. Das Virus wird durch verschiedene Stechmücken und Gnitzen übertragen und verursacht meist nur milde fiebrige Erkrankungen bei verschiedenen Wiederkäuern. Im Falle einer Trächtigkeit kommt es jedoch über die Placenta zum Übertritt auf den Fötus, wo es schwere Missbildungen und Störungen des Zentralnervensystems verursacht. Häufig kommt es auch zu Aborten.

## Virusmorphologie und Genom
Das Akabane-Virus ist 90 bis 100 nm im Durchmesser groß und von runder Gestalt. Die Virushülle enthält eingelagerte Hüllproteine, die morphologisch als Peplomere erscheinen. Die Hülle umschließt drei unterschiedlich große, helikale Kapside mit jeweils einem Strang des segmentierten RNA-Genoms. Die drei Genomsegmente (L, M und S) bestehen aus einer einzelsträngigen RNA mit negativer Polarität. Das große Segment (L, large: 6870 nt) codiert für die virale RNA-Polymerase, das mittlere (M, medium: 4310 nt) für zwei Glykoproteine der Virushülle und das kleine (S, small: 860 nt) für das Nukleoprotein der Kapside. Jedes Segment enthält zusätzlich einen nichtcodierenden Abschnitt.
Das Virus ist hitzelabil und wird bei 56 °C in wenigen Minuten inaktiviert. Bei 37 °C verliert es pro Stunde etwa 0,3-Logstufen seiner Infektiosität. Es zeigt keine Säurestabilität und kann durch Detergenzien und übliche alkoholische Desinfektionsmittel inaktiviert werden.

## Verbreitung und Wirte
Das Akabane-Virus wurde aus Rindern, Schafen und Ziegen isoliert. Antikörper gegen das Virus (nicht jedoch das Virus selbst) sind zusätzlich in Schweinen, Pferden, Kamelen, Rehen, Nilpferden, Elefanten, Giraffen, Antilopen und weiteren Huftieren in Afrika nachweisbar. Obwohl die das Virus übertragenden Stechmücken auch Menschen stechen, ist keine Erkrankung durch das Akabane-Virus beim Menschen bekannt. Das Virus kommt überwiegend auch endemisch in Afrika, dem Mittleren Osten, Südasien, Japan, Korea und Australien vor. Das Auftreten der Erkrankung hängt eng mit dem Vorkommen und der saisonalen Aktivität der übertragenden Mücken zusammen. Als Vektoren wurden verschiedene Mückenarten der Gattungen Culex, Aedes und Anopheles identifiziert. Das Virus wird durch die Blutmahlzeit von der Mücke aufgenommen und vermehrt sich dort in den Speicheldrüsen. Eine vertikale Übertragung auf die Mückeneier (transovarielle Übertragung) konnte nicht gefunden werden.

## Schmallenberg-Virus
Als Schmallenberg-Virus (SBV) wird eine dem Akabane-Virus verwandte Unterart (Subspezies) der Virusspezies  Orthobunyavirus schmallenbergense (früher Sathuperi orthobunyavirus, SaObV) in der gleichen Gattung Orthobunyavirus bezeichnet.

## Systematik

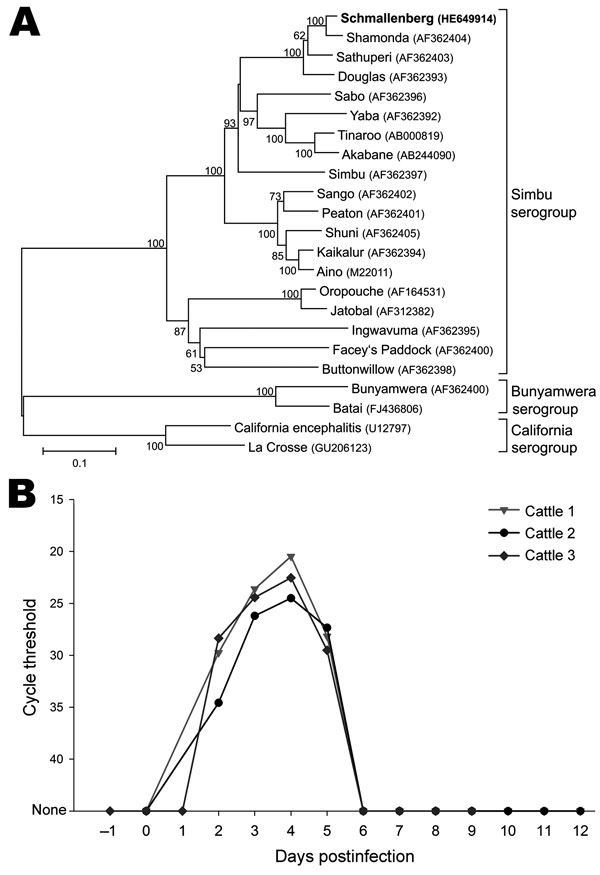
(A) Phylogenetische Beziehung zwischen dem Schmallenberg-Virus und den Orthobunyaviren der Simbu-, Bunyamwera- und Kalifornien-Serogruppen. (B) Nachweis des Schmallenberg-Virus-Genoms im Blut experimentell infizierter Kälber.

Die Systematik der beiden Spezies Orthobunyavirus akabaneense und Orthobunyavirus schmallenbergense ist (mit Stand Mitte April 2024) wie folgt:
Gattung Orthobunyavirus
- Spezies Orthobunyavirus ainoense (früher Aiono orthobunyavirus, AiObV)
  - Aino-Virus (AINOV) – Exemplar oder Referenzstamm
- Spezies Orthobunyavirus akabaneense (früher Orthobunyavirus akabaneense, AkObV)
  - Akabane-Virus, en. Akabane virus (AKAV) – Exemplar oder Referenzstamm
  - Tinaroo-Virus, en. Tinaroo virus (TINV)
- Spezies Orthobunyavirus heptayabaense, abgetrennt von AkObV
  - Yaba-7-Virus, en. Yaba-7 virus (Y7V) – Exemplar oder Referenzstamm
- Spezies Orthobunyavirus schmallenbergense (früher Sathuperi orthobunyavirus, SaObV)
  - Douglas-Virus, en. Douglas virus (DOUV)
  - Sathuperi-Virus, en. Sathuperi virus (SATV)
  - Schmallenberg-Virus, en. Schmallenberg virus (SBV) – Exemplar oder Referenzstamm
  - Shamonda-Virus, en. Shamonda virus (SHAV), früher eigene Spezies Shamonda orthobunyavirus
- Spezies Orthobunyavirus saboense (früher Sabo orthobunyavirus, SaObV), abgetrennt von AkObV
  - Sabo-Virus, en. Sabo virus (SABOV) – Exemplar oder Referenzstamm